# Beschorneria
Planta originària de Mèxic. D'1 a 2 m d'altura, té fulles lanceolades de fins a 45 a 50 cm de llarg i 5 cm d'ample, amb petites dents al llarg dels costats i de color blau grisenc. Té una inflorescència espectacular de color marró vermellós, amb bràctees membranoses de color vermell. La subespècie B. y. variegata, amb fulles matisades de groc, és usada com a planta ornamental. Requereix aigua abundant, terres sorrencs ben drenats i àmplia exposició solar, encara que és resistent al fred fins als -5 °C.

## Espècies seleccionades
- Beschorneria bracteata, Mèxic.
- Beschorneria dekosteriana
- Beschorneria pubescens
- Beschorneria roseana
- Beschorneria septentrionalis, Mèxic.
- Beschorneria superba
- Beschorneria tubiflora
- Beschorneria yuccoides